# Precedencja w Niemczech
Kolejność precedencji w Niemczech nie ma statusu oficjalnego, ale jest ściśle przestrzegana. Z biegiem czasu ustaliła się następująca kolejność rang:
1. Prezydent Federalny
2. Przewodniczący Bundestagu
3. Kanclerz federalny Niemiec
4. Przewodniczący Bundesratu
5. Prezydent Federalnego Trybunału Konstytucyjnego[1].

Na uroczystościach rangi państwowej zakłada się zachowywanie równowagi przedstawicieli władzy ustawodawczej, wykonawczej i sądowniczej (równowaga horyzontalna) oraz między przedstawicielami władz związkowych, krajowych i lokalnych (równowaga pionowa). Znaczenie protokolarne ma również okoliczność bycia organizatorem/gospodarzem danej uroczystości.